# Frühlingstal

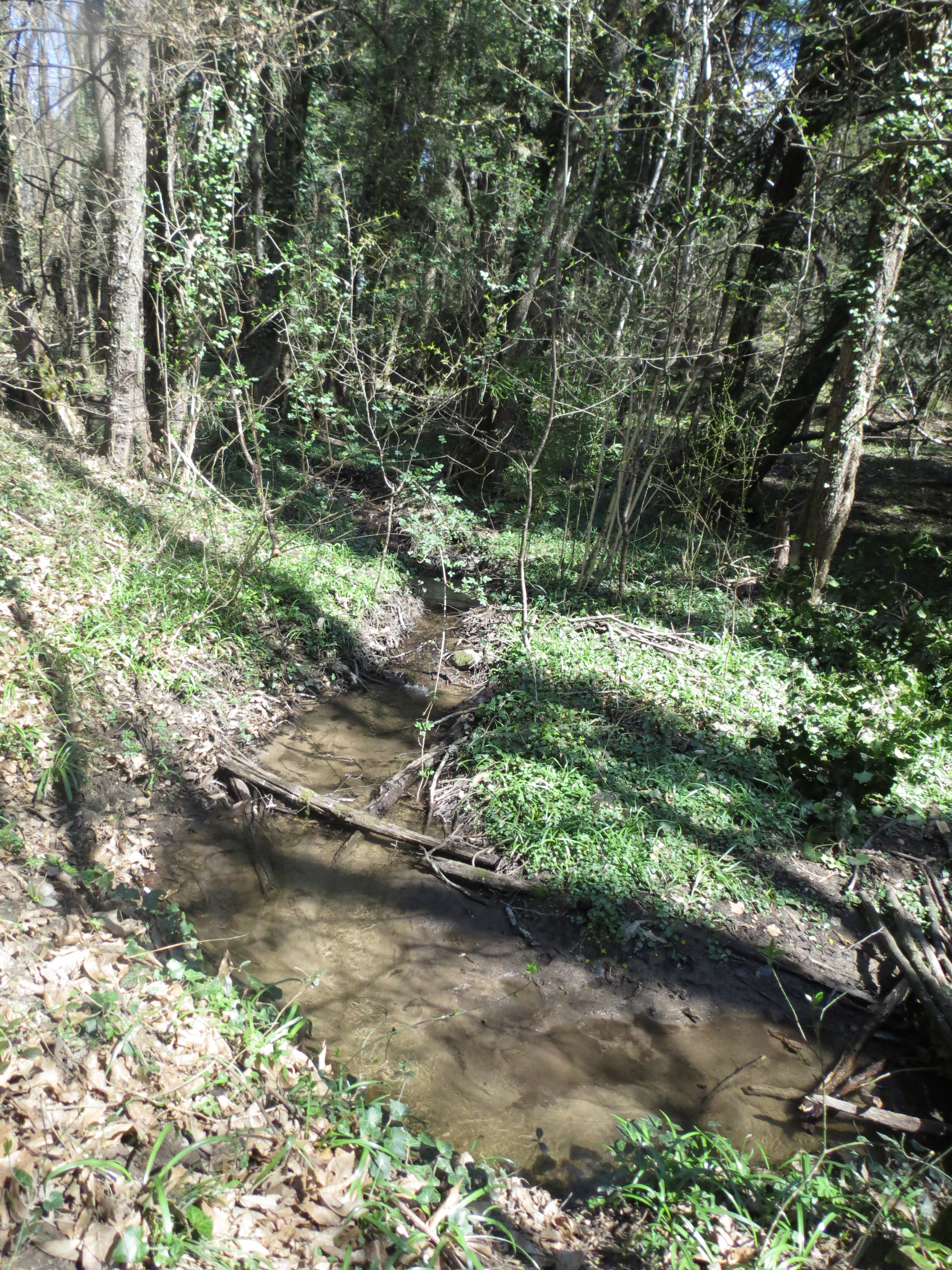
Das Frühlingstal im April 2015

Das Frühlingstal, auch Fabiontal genannt, ist ein kleines Tal am Mitterberg und ausgewiesenes Biotop in der Überetscher Gemeinde Kaltern in Südtirol (Italien). Die nächstgelegene Ortschaft ist das zu Eppan gehörende Montiggl.
Das Frühlingstal verbindet die vom Eiszeitgletscher ausgeformten Becken des Montiggler Sees und des Kalterer Sees und wird durch den Angelbach entwässert. 
Aufgrund der besonderen geografischen Lage erblühen im Frühlingstal bereits ab Mitte Februar weiße Frühlingsknotenblumen (Großes Schneeglöckchen) und blaue Leberblümchen. Später prägen Veilchen, Scharbockskraut und Windröschen das Bild.